# Juifs priant dans une synagogue à Yom Kippour
Juifs priant dans une synagogue à Yom Kippour (en anglais Jews Praying in the Synagogue on Yom Kippur ou Jews pray) est un tableau de l'artiste polonais Maurycy Gottlieb (1856-1879) réalisé en 1878.
Le tableau montre une scène rassemblant des personnages aux visages teintés de tristesse dans une synagogue traditionnelle de Pologne à Yom Kippour, le jour le plus saint de l'année juive.
Cette peinture à l'huile réaliste est exécutée dans les jours d'expiation précédant Yom Kippour, à l'automne 1878. 
Son atmosphère sombre reflète la solennité et la sobriété de ce jour férié où il est dit que les décrets du « Livre de la Vie » pour tous sont scellés pour l'année à venir, et où l'on commémore les morts dans le service Yizkor. Elle est éclairée par la blancheur des châles de prière des personnages au premier plan inférieur et les vitraux de la synagogue apparaissant en arrière plan supérieur. 
Sur cette toile, l'artiste est lui-même représenté à trois reprises à différentes étapes de sa vie : comme un enfant (à gauche) vêtu d'un habit de brocart comme venu du passé, comme un adolescent (à droite) suivant des yeux le texte hébraïque d'un livre de prières et comme un jeune homme (au centre) au visage accablé, appuyant la tête sur sa main et portant un vêtement composé d'un talit original aux rayures multicolores,. Cette figure centrale veut être reconnue : le personnage arbore un médaillon suspendu à son cou qui porte les lettres hébraïques mem et guimel qui sont les initiales de l'artiste.
Y figurent également des membres de sa famille tel son père Itzik-Isaac sur l'épaule duquel Maurycy adolescent se penche pour lire, dans le coin inférieur droit du tableau.
Dans l'espace supérieur ouvert de la synagogue, réservé aux femmes, Laura Rosenfeld, la jeune fille dont il a peint par ailleurs le portrait et qui avait refusé de l'épouser l'année précédente, s'incline légèrement comme en balancier du mouvement imprimé par le jeune homme au talit coloré. C'est en apprenant son mariage avec un banquier de Berlin, l'année suivante, que le mélancolique et romantique Maurycy Gottlieb s'expose volontairement aux éléments pour mourir de complications de santé à 23 ans.
Sur sa toile, une inscription centrale et prémonitoire brode en hébreu le manteau des rouleaux de la Torah : « Donné en mémoire de l'âme du défunt de notre maître Rabbi Moïse Gottlieb, que sa mémoire juste soit bénie, l'année 5638 », soit un an avant sa mort. « Gottlieb dit lui-même qu'il sentait une main invisible guider son pinceau quand il peignit l'inscription ». 
L'ensemble traduit le monde juif de Gottlieb dans une beauté nostalgique d'une culture déjà en déclin. 
Le tableau qui est l'oeuvre la plus généralement associée à l'artiste juif polonais, peut être admiré au Musée d'art de Tel Aviv en Israël qui l'a reçu de Sydney J. Lamon de New York en 1955. Il a été prêté notamment au Musée Narodowe à Cracovie en Pologne, lors de son exposition sur Gottlieb, en 2015.